# Мария-Тереза (риф)
Риф Мари́я-Тере́за (англ. Maria Theresa Reef, фр. l'île Tabor) — «остров-призрак», риф, якобы находящийся к востоку от Новой Зеландии и к югу от архипелага Туамоту, «открытый» китобоем Асафом П. Табером в 1843 году и названный в честь его родного американского городка Мария-Тереза. По другой версии, имя дано в честь корабля.
Географические координаты были определены как 37°00′ ю. ш. 151°13′ з. д. (в фундаментальном советском «Атласе Антарктики» его расположение показано под 37°10′ ю. ш. 151°15′ з. д.). Долгое время (до 1960—1970-х годов) риф изображался на картах. На французских картах риф именовался остров Табо́р (île Tabor; от ошибочно прочитанной фамилии первооткрывателя Табера), на немецких — Мари́я-Тере́зия (Maria-Theresia-Riff или Maria-Theresia-Insel).

## Распространение легенды
Риф Мария-Тереза — один из многих несуществующих рифов в Южном Тихом океане, изображавшихся на картах до второй половины XX века (среди других — рифы Юпитер, Вачусетт, Эрнест-Легуве, Рангитики). Изображён также по крайней мере на трёх недавних картах (французской карте мира 1989 года, украинской карте мира 2000 года и в американском Атласе мира 2005).
Известность рифу принесли романы Жюля Верна «Дети капитана Гранта» и «Таинственный остров». Вопреки распространённому мнению, риф Мария-Тереза — не плод фантазий писателя, в отличие от острова Линкольна; Жюль Верн искренне, как и его современники, считал, что остров существует.

## Современные поиски
Остров искали в указанном месте в 1957 году, но не обнаружили ни суши, ни следов недавнего погружения земли под воду: океан в ближайшей окрестности данных координат очень глубок. В 1983 году координаты острова были определены как 36°50′ ю. ш. 136°39′ з. д., что восточнее от ранее известного места более чем на тысячу километров. Однако и в этот раз поиски оказались безуспешными.

## Возможные объяснения
Геолог Константин Ранкс высказывает предположение, что такие разночтения в координатах острова вызваны тем, что он представлял собой плавучий остров — образование из изверженной подводным вулканом пемзы (т. н. «пемзовый плот»), которое так долго дрейфовало в Южнотихоокеанской циркуляции, что обзавелось растительностью и гнездовьями птиц.